# Col de Fourtou
Le col de Fourtou (Coll d'en Fortó) est situé dans les Pyrénées au nord-est du pic du Canigou, sur la commune de Prunet-et-Belpuig (proche du village), dans les Pyrénées-Orientales. Il est emprunté par la route des cols.

## Toponymie
Le nom d'origine de ce col a d'abord été Coll de Porta, qui est une tautologie, puisque porta désigne une porte, un passage ou un col. Il a ensuite été renommé du nom d'une ferme située à quelques mètres en contrebas, le mas d'en Fortó (mas de Fourtou) ou Can Fortó. Celui-ci tient son nom d'un ancien propriétaire, peut-être originaire de l'Aude, où existe un village du nom de Fourtou (en occitan ancien, Forton). Le nom de Fourtou est lui-même issu du latin Fortis, utilisé comme nom personnel masculin, suivi du suffixe adjectival -onem.

## Accès
Il est sur la RD 618, autrefois la route nationale 618. En léger contrebas, il est rejoint par la D 13 venue d'Oms.

## Topographie
Entre Boule-d'Amont sur le Boulès et Calmeilles sur l'Ample, il se situe à 646 m d'altitude mais parfois indiqué à des altitudes supérieures.

## Tour de France
Le col de Fourtou est un passage lors de la 15e étape du Tour de France 2021 (Céret-Andorre-la-Vieille) à 18,4 km après le départ de Céret.